# Gajusz Flaminiusz (konsul 187 p.n.e.)
Gajusz Flaminiusz, łac. Caius Flaminius (III/II w. p.n.e.) – rzymski polityk, konsul w 187 roku p.n.e.
Był synem Gajusza Flaminiusza Neposa. Brał udział w II wojnie punickiej, w której śmierć w bitwie nad jeziorem Tranzymeńskim poniósł jego ojciec. W 210 roku walczył w Hiszpanii w szeregach armii pod dowództwem Publiusza Korneliusza Scypiona. Uczestniczył w zdobyciu Nowej Kartaginy, a następnie, będąc kwestorem, spisał zawartość kartagińskiego skarbca, który wpadł w ręce Rzymian po zajęciu miasta.
Po zakończeniu wojny piastował kolejno urzędy edyla i pretora. Wedle przekazu Liwiusza, w 196 roku pełniąc pierwszy z nich, rozdysponował wśród obywateli znaczne ilości zboża po niskiej cenie, zaś trzy lata później, jako pretor, poprowadził zwycięską kampanię przeciw zbuntowanej ludności w prowincji Hiszpania Bliższa. W trakcie tych walk zwrócił się do senatu z prośbą o przysłanie w charakterze wsparcia jednego z legionów miejskich, lecz nie uzyskał takiej pomocy. W Hiszpanii pozostał do 190 roku.
W 187 roku został konsulem. Stoczył wówczas wojnę z plemionami Ligurów. Był to jeden z kilku konfliktów zbrojnych I połowy II wieku w których republika rzymska zmagała się z tym ludem, by go sobie podporządkować i ukrócić łupieżcze napady na swoje terytorium. Gajusz Flaminiusz stał na czele jednej z armii (inną dowodził drugi konsul, Marek Emiliusz Lepidus), toczącej w trudnych warunkach zaciekłe walki z przeciwnikiem. Operując w Apeninach Północnych pokonał i podporządkował Rzymowi liguryjskie plemiona Fryniatów oraz żyjących nad morzem Apanunów. Oprócz tego podczas swego konsulatu występował w obronie Marka Fulwiusza Nobiliora, którego zwalczał Lepidus, jak również zajął się objęciem Galii Przedalpejskiej rzymskimi drogami, budując trakt między Arretium a Bononią. W latach późniejszych, konkretnie w 181 roku, założył Akwileję, dużą kolonię w północno-wschodniej części Italii, która miała zabezpieczać te tereny przez Istrami oraz strzec przełęczy w Alpach Julijskich i Karnijskich.